# 阿尔弗雷多·坎帕尼尼

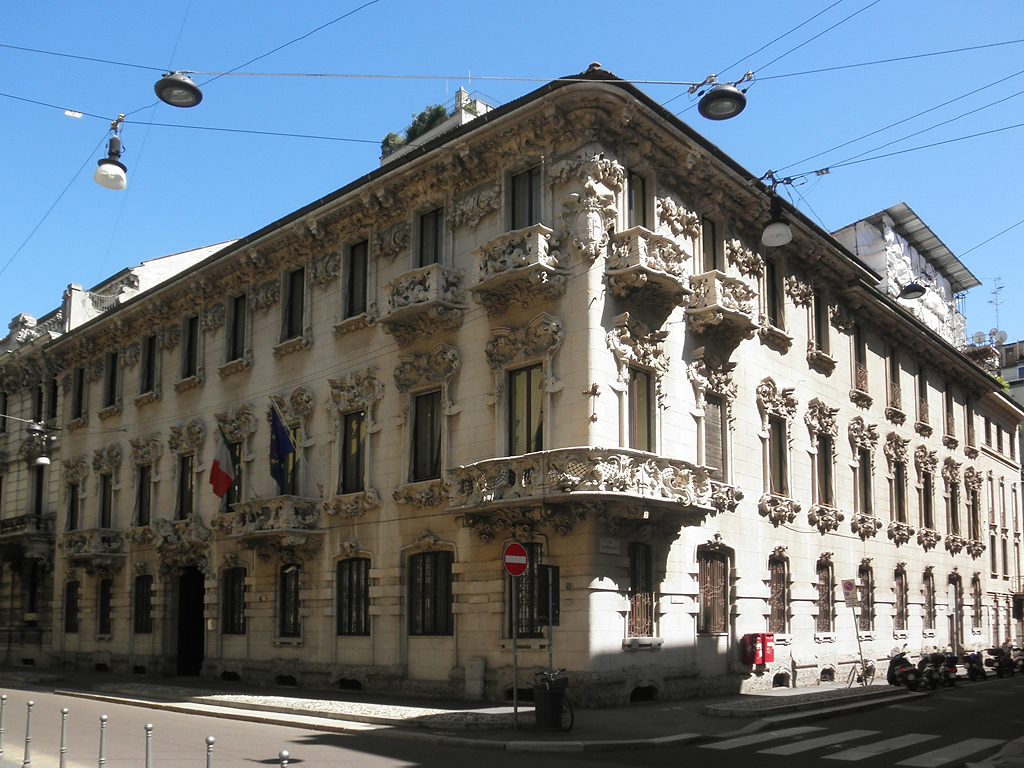
Corso Monforte 32

阿尔弗雷多·坎帕尼尼（1873年—1926年）是一位意大利建筑师。生于艾米利亚的加塔蒂科，主要活动于米兰。作品主要为新艺术风格（意大利当地也称自由风格），融合了古典形制和新时期的自然主义装饰。

## 作品
- 露德圣母圣殿
- Casa Campanini
- Corso Monforte 32
- Casa Cambiaghi
- casa Tosi
- Villa Bernasconi